# Archiu Generau d'Aran

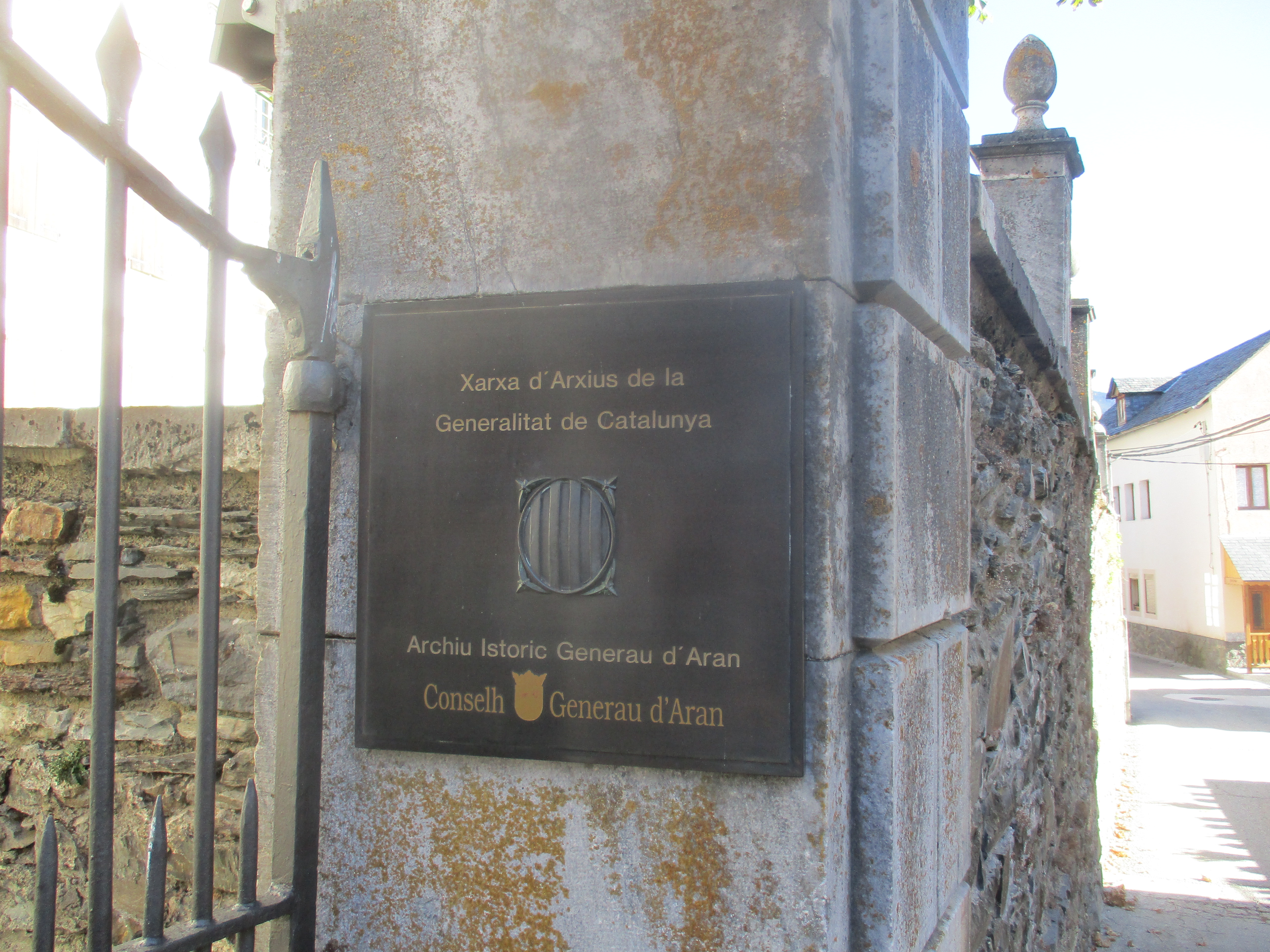
Placa situada a l'entrada de l'Archiu Generau d'Aran

La creació de l'Archiu Generau d'Aran (AGA) es va consensuar mitjançant un conveni subscrit el 7 de setembre de 1995 entre el Departament de Cultura de la Generalitat de Catalunya, el Conselh Generau d'Aran i l’Ajuntament de Vielha e Mijaran. L’Arxiu passa a titularitat del Conselh Generau d’Aran mitjançant el Decret 41/2015, de 24 de març, de traspàs de funcions en matèria de conservació, gestió i difusió del patrimoni documental de la Generalitat de Catalunya. Forma part de la Xarxa d'Arxius Comarcals (XAC) i del Sistema d'Arxius de Catalunya (SAC). Situat al carrer Travessia Major, 2 d'Arròs (Val d’Aran), conté 705 metres lineals de documents d'entre el segle xiv i el XXI.

## Història
L'Archiu Generau d'Aran està situat a la Casa deth Senhor. El sobrenom Senhor és vinculat a la família Subirà que viu en Arròs des de temps antics. Entre els segles xvi i XVIII els seus membres estaran vinculats tant als oficis de l'administració local aranesa com als de l'administració reial en Aran. És en aquesta darrera a on els Subirà, juntament amb altres famílies d'Arró i de Vilac, passaran de pares a fills el càrrec de baile de la Bailia General dels terçons de Lairissa i de Bossòst. D'aquesta casa dels Subirà del Senhor sortirà, per a seguir carrera militar, Rafael Subirà Demiguel, que es convertirà en el primer governador polític i militar aranès al segle xvii.
A principis del segle xix, la unió de dues famílies els Subirà del Senhor d'Arròs i els Ademà de Tròi d'Arró no és casualitat, les dues famílies, segurament emparentades, havien compartit l'alternança de l'ofici de baile des de sempre. Quan en la família Subirà d'Arròs l'hereva és una dona, Maria Antonia Subirà Ademà, no sorprèn que es casi amb un fill dels Ademà d'Arró. I des d'Arró arriba la persona, Francisco Ademà Subirà, que transformarà la casa dels Subirà. Ademà serà un dels personatges més importants de la casa, se'l coneixerà com a propietari, comerciant i benestant. És en aquest moment de grandesa de la família quan es construeix l'edifici de la Casa deth Senhor. Aquest d'estil neoclàssic és datat el 1820. A partir d'ara, a la casa no sols se la coneixerà com del Senhor, sinó que també s'utilitzarà el sobrenom de Casa Ademà, en referència al cognom de Francisco, o Tròi, en record de l'origen de la seva família d'Arró.
La marxa possiblement en 1903, de l'hereu Antonio Ademà Turmo, de la seva dona Dolors Morelló, i de la seva mare Maria Turmo Aunòs a Esterri d'Àneu suposa el tancament de la casa. Posteriorment sembla que va ser utilitzada com a Caserna de la Guàrdia Civil, encara que es desconeixen les dates d'ocupació. Hi ha notícies de l'estada d'un destacament militar cap a l'any 1938. Segons diverses notícies la compra de l'edifici per part de l'ajuntament d'Arròs e Vila es podria haver produït als anys cinquanta del segle xx. A partir d'aquesta compra, a la planta baixa de la casa s'estableix la seu del dit ajuntament i les plantes superiors es lloguen a famílies de fora. Uns anys més tard, el consistori establirà a la primera planta l'escola per a la mainada d'Arròs i a partir de 1967, per a la de Vila. Aquesta escola tancarà les portes el curs 1973-1974.
En 1979, a la reunió celebrada a l'església de Cap d'Aran per a la recuperació de les institucions pròpies d'Aran s'aprova la proposta que la Casa deth Senhor sigui seu del Conselh Generau d'Aran. En 1991, amb la reinstauració de la màxima institució aranesa, es comencen a fer gestions per a la recuperació d'aquest edifici singular i s'acorda que l'Entitat Municipal Descentralitzada d'Arròs e Vila cedeixi al Conselh l'edifici com a seu institucional d'aquest. En 1995 se signa el conveni per incloure l'Archiu Generau d'Aran. El projecte de rehabilitació de l'edifici es presenta el novembre de 1996 i les obres finalitzen el maig de 1998. La seva inauguració va tenir lloc el 7 de novembre de 1998 i va comptar amb la presència del president de la Generalitat de Catalunya.
A la Casa deth Senhor, cada quatre anys té lloc l'elecció del síndic i conselhèrs del Conselh Generau d'Aran. Aquí es reuneixen per a celebrar els plens ordinaris i extraordinaris. Com a seu institucional és un dels llocs, juntament amb la seu administrativa situada a Vielha, a on es reben les diverses autoritats que visiten la Val.

## Quadre de Fons
L'Archiu Generau d'Aran (AGA) conserva el patrimoni documental d'Aran, estructurat en 212 fons documentals amb un volum de 705 metres lineals organitzats segons la seva procedència: local; estat; reial i senyorial; notarial; judicial; registral; institucional; associativa; comercial; patrimonial; familiar, personal i col·leccions.
Malgrat que tots els fons documentals presenten el seu interès, cal destacar per la seva importància dins la història aranesa el fons del Conselh Generau dera Val d'Aran (1316-1861); de les Notaries de Vielha i Bossòst (1774-1983); del Jutjat de Primera Instància i Instrucció de Vielha (1868-20011) i de la Central de Cledes, Les (1901-1972); així com els fons patrimonials de Çò de Mossempèir de Les e çò de Cojo de Bagergue (1505-1967) i de Çò de Joanchiquet de Vilamòs (1509-1971); els fons personals de Maurice Gourdon (1874-1927) i de Jusèp Sandaran Bacaria (1906-1942) i les col·leccions de postals d'autors com Juli Soler Santaló, Frères Labouche, Manuel Solé Vicens i Silvi Gordó Montaña.

## Documents destacats

### Querimònia

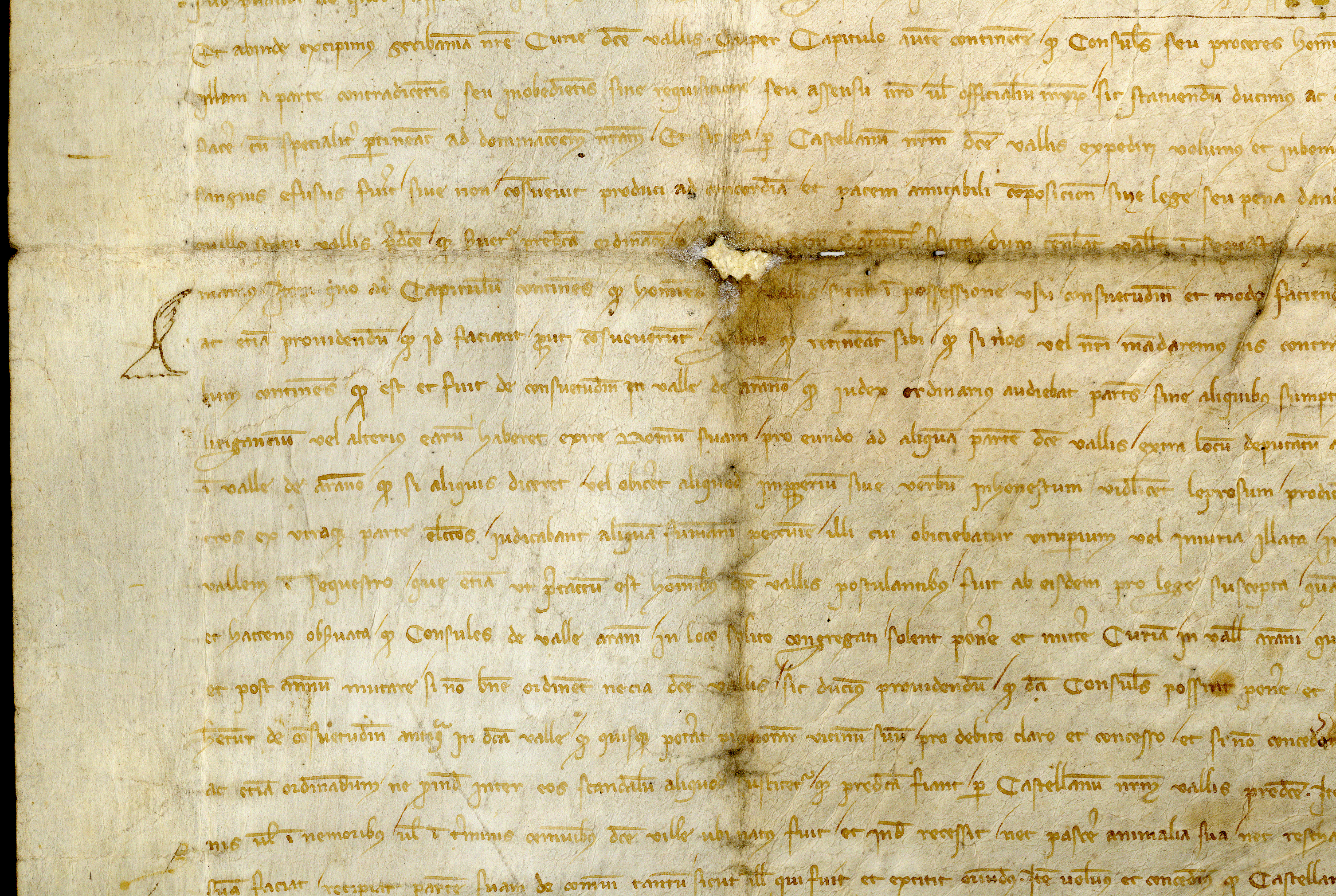
Querimònia

El dilluns 12 d’agost de 1313 en la capella del Palau Reial de Lleida, els síndics i procuradors de la Val d’Aran, en representació dels aranesos, van prestar jurament davant de Jaume II, reconeixent-lo com a rei i senyor natural.
Els representants aranesos enviats a Lleida havien presentat davant del rei les llibertats, franqueses i immunitats i costums observades en Aran, des de sempre, pels anteriors monarques. Aquestes es van presentar per escrit en capítols i es va demanar al rei Jaume de confirmar-les. El rei reconeixent als habitants d’Aran com els seus fidels i en tot voler fer justícia va determinar confirmar-les i en algun d’ells fer provisions i ordenaments.
El document conegut com a Querimònia va ser atorgat pel rei des de Lleida, el 23 d’agost de 1313, i va ser confirmat al llarg des temps pels successius monarques, des d’Alfons IV (1328) fins a Ferran VII (1817).
Els aranesos tindran les seves terres, vinyes, cases, fruiters, aigües, pesca, caça, regadius i aprofitaments forestals i de pastures completament lliures. El rei sols es reserva el dret de percebre un fogatge, un sesters de blat anual per casa (uns vint litres). Es reconeix el règim econòmic familiar de la Mieja Guadanheria i el retracte gentilici nomenat Torneria.
El document original de 1313 es troba perdut des d'antic. Des de sempre s'ha considerat la ratificació de 1328 com la veritable Querimònia.

### Carta de Felip V atorgant permís als aranesos per comerciar amb Catalunya, Aragó i França

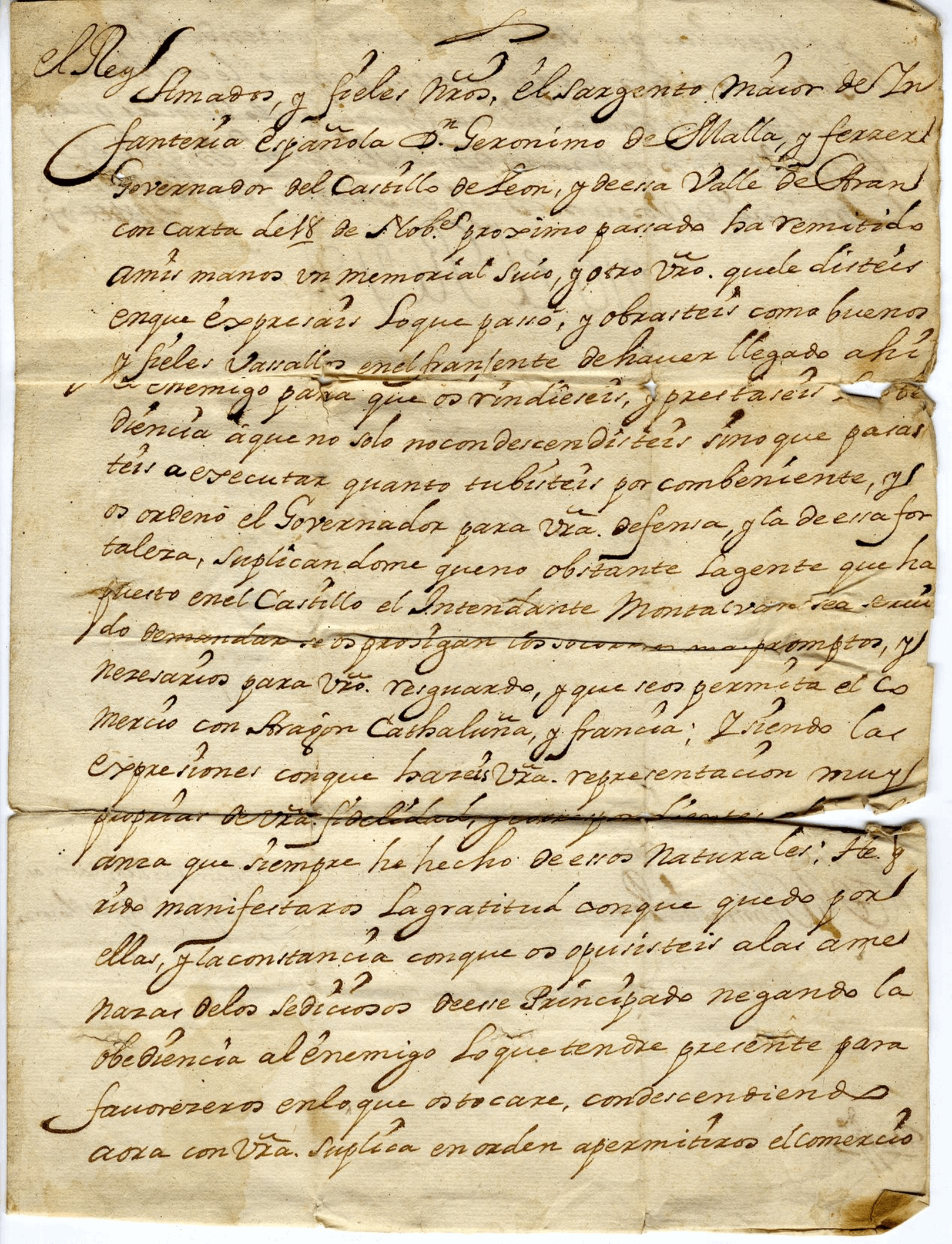
Carta de Felip V atorgant permís als aranesos per comerciar amb Catalunya, Aragó i França

En el fons documental del Conselh Generau dera Val d’Aran i dins de la sèrie Correspondència es conserva una carta de Felip V adreçada als habitants de la Val d’Aran de 6 de febrer de 1706.
En ella s'informa d’un Memorial, datat el 18 de novembre de 1705,  que Jerónimo Malla, governador de Castell Lleó, i els consellers del Conselh Generau dera Val d’Aran han fet arribar al monarca. En ell informen de la resistència que han demostrat davant la invasió i l'intent d’assalt a la principal fortalesa aranesa per part dels partidaris de l’arxiduc Carles III l’any 1704.
En agraïment a aquesta resistència, el rei atorga permís als aranesos per poder comerciar amb Catalunya, Aragó i França.

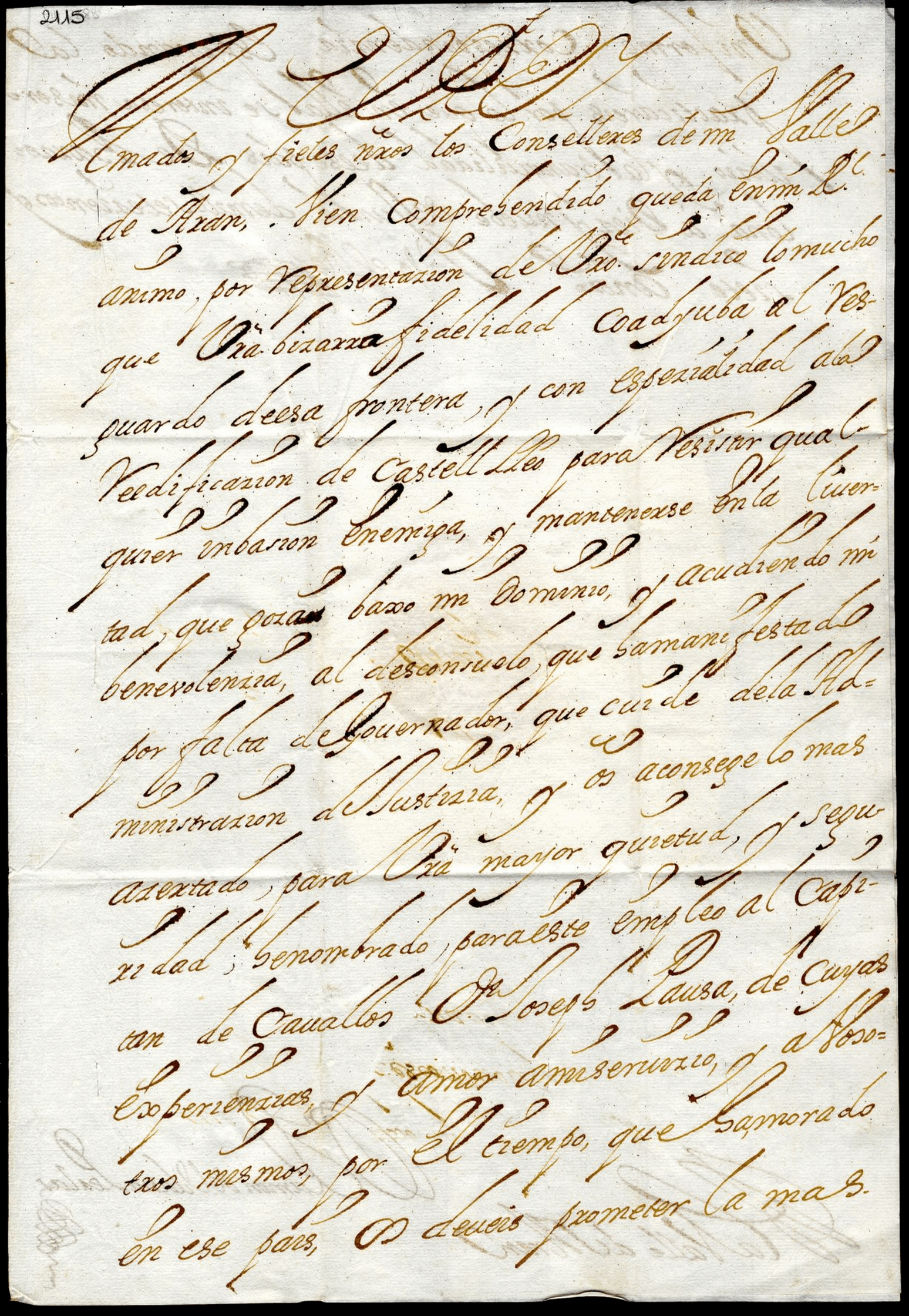
Nomenament de Josep Pausa com governador de Castell Lleó

### Nomenament de Josep Pausa com governador de Castell Lleó
En resposta  a una demanda del Síndic d’Aran, Carles III, arxiduc d’Àustria, nomena a Josep Pausa, capità de cavalls, pel càrrec de governador de Castell Lleó.
L’arxiduc reconeix la fidelitat que dels aranesos i la contribució que havien fet per restaurar la principal fortalesa aranesa que havia resultat molt malmesa en el darrer assalt de 1706. 
És entre el 24 d’agost i 22 de setembre 1706, quan un grup de milicians aranesos, capitanejats per Josep de Portolà, Ramon Moga, Josep Puig, Jaume Mora i Francesc Puig del Poal i partidaris de l’arxiduc ataquen la guarnició de Castell Lleó en mans dels partidaris de Felip V.

### Memorial del que ha patit el lloc de Garòs en l’any 1711 per l'entrada de les tropes de Felip V, essent general de dites tropes el Marqués d’Arpajon

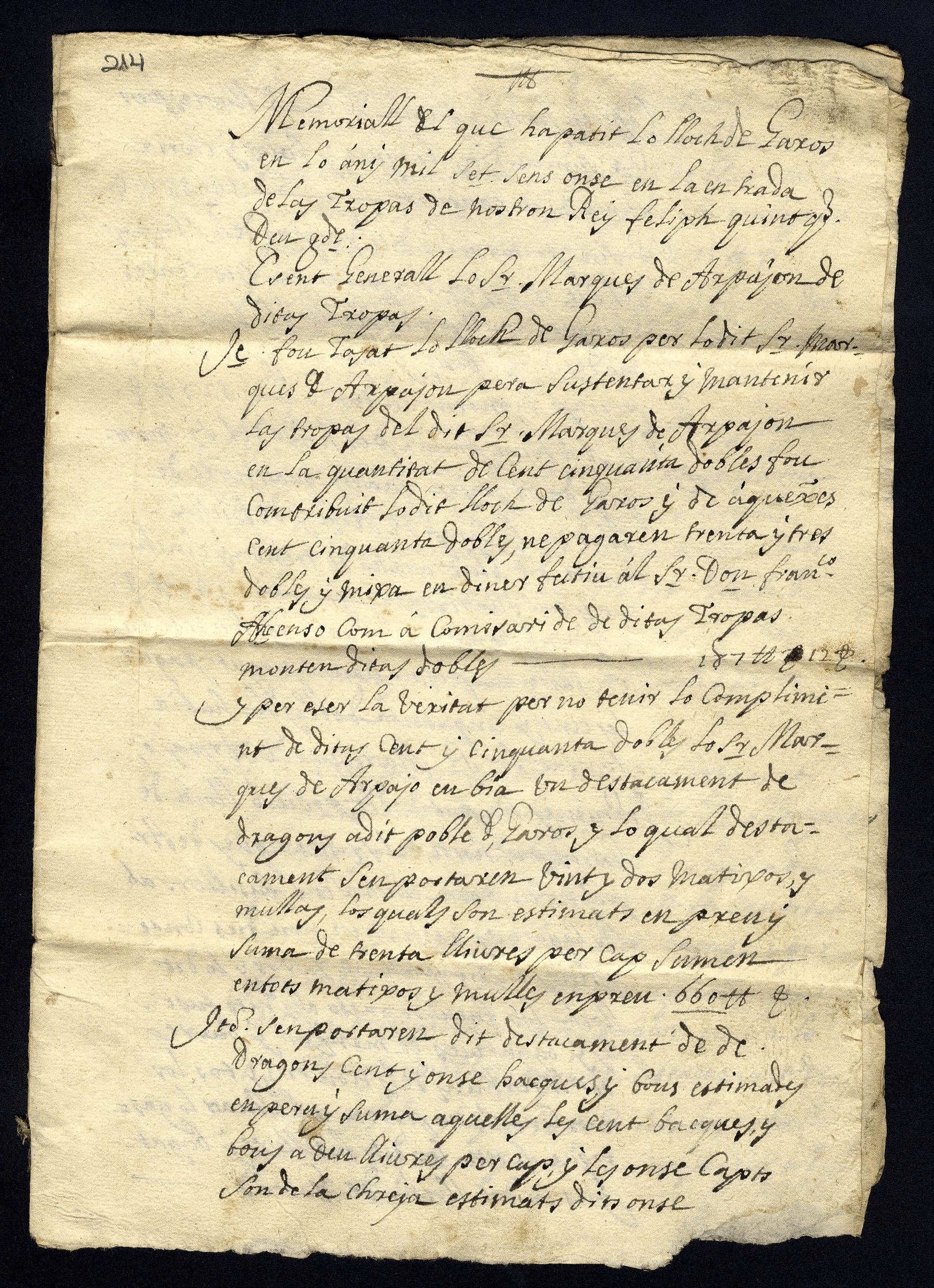
Memorial del que ha patit el lloc de Garòs en l’any 1711 per l'entrada de les tropes de Felip V, essent general de dites tropes el Marqués d’Arpajon

El document forma part de la documentació patrimonial de Çò d’Eira i Çò deth Barbèr de Garòs (1581-1899).
Conté un Memorial que explica el que va patir el poble de Garòs a causa de l'entrada de les tropes del rei Felip V i el tracte que va donar el Marqués d’Arpajon, comandant borbònic, als habitants d’aquest lloc. El text es pot datar entre els mesos de setembre i novembre de 1711.
El Marqués d’Arpajon, mariscal de camp de l’Armada del rei, cavaller de l’ordre militar de Sant Lluís i comandant de les tropes de les dues corones, arriba des de Benasc a la Val d’Aran i fica setge a la fortalesa de Castell Lleó el setembre de 1711. És el 9 d’octubre de 1711, quan la fortalesa capitula i el capità Josep Pausa, governador reial, l'entrega a mans d’Arpajon.
El Marqués demanarà a tots els pobles d’Aran que paguin una contribució que ell mateix ha taxat. El lloc de Garòs és taxat per a mantenir les tropes del marqués en 150 doblons. En no rebre tots el diners, Arpajon envia un destacament de dragons que saquejarà el  bestiar i tota la collita de les 33 cases que formen dit poble.

### Llibreta del sindicat de Sanci Aunòs Demiguel

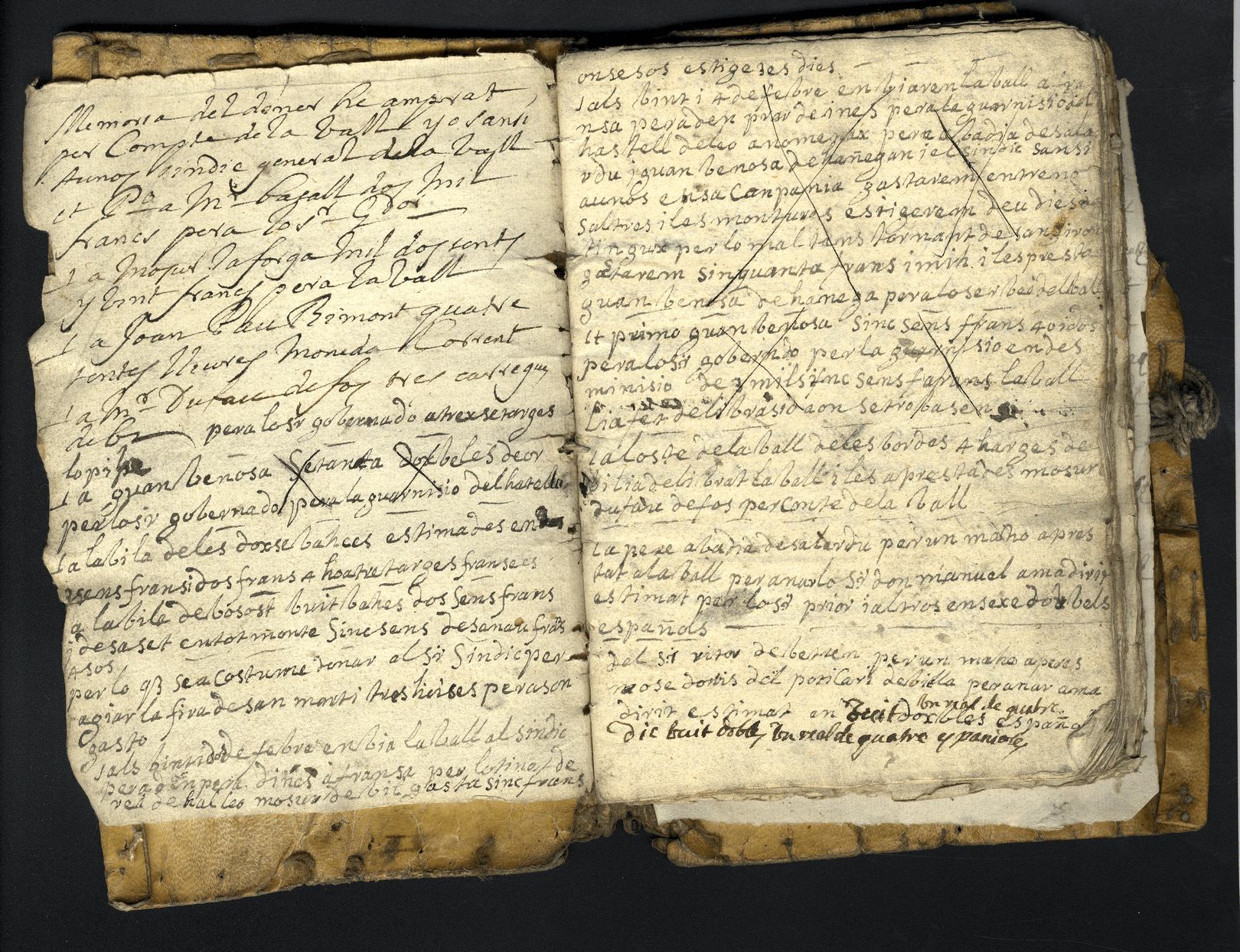
Llibreta del sindicat de Sanci Aunòs Demiguel

En el fons patrimonial de Çò de Joanchiquet de Vilamòs es conserva la  llibreta del sindicat de Sanci Aunòs de Miguel entre els períodes 1710-1711 i 1711-1712. Els oficis del Conselh Generau dera Val d’Aran, a partir de les Ordinacions de Juan Francisco de Grácia, eren d’elecció anual. Excepcionalment i, segurament, a causa del conflicte bèl·lic de la Guerra de Successió, Aunòs ocuparà el càrrec de síndic durant dos anys seguits.
Sanci és l’hereu de la família Aunòs en el període que va des de final del segle XVII i començament del segle xviii. En 1707, ja es pot vincular a l’administració local aranesa ja que surt en els documents com a prohom de la vila de Vilamòs. Un any abans del seu nomenament com a síndic ocupa el càrrec de conseller del terçon de Lairissa.
El seu nomenament com a  Síndic Generau de la Val d’Aran es produeix en el poble d’Arró el 4 d’octubre de 1711 i té lloc en ple setge de la fortalesa aranesa de Castell Lleó per part de tropes franceses favorables al rei Felip V. És el 23 de setembre de 1711, quan el marqués de Rozel entre en la Val d’Aran sense trobar hostilitat, aviat pren els pobles que es troben entre Es Bòrdes i Pont de Rei. El quarter general s'instal·là en la població d’Arró. El 25 del mateix mes, el marqués d’Arpajon es col·loca davant de Castell Lleó, però es troba sense artilleria i es planteja minar la fortalesa amb l’ajuda de l'enginyer Delorme, que ja havia realitzat els mateixos treballs en els setges de Girona i Alacant. El 9 d’octubre de 1711, Arpajon anuncia per carta la rendició de la principal fortalesa aranesa. El governador Pausa, 12 oficials i 150 soldats són fets presoners i portats primer a Sant Beat i després a Tolosa.